# 新潟県道・富山県道115号上路市振停車場線

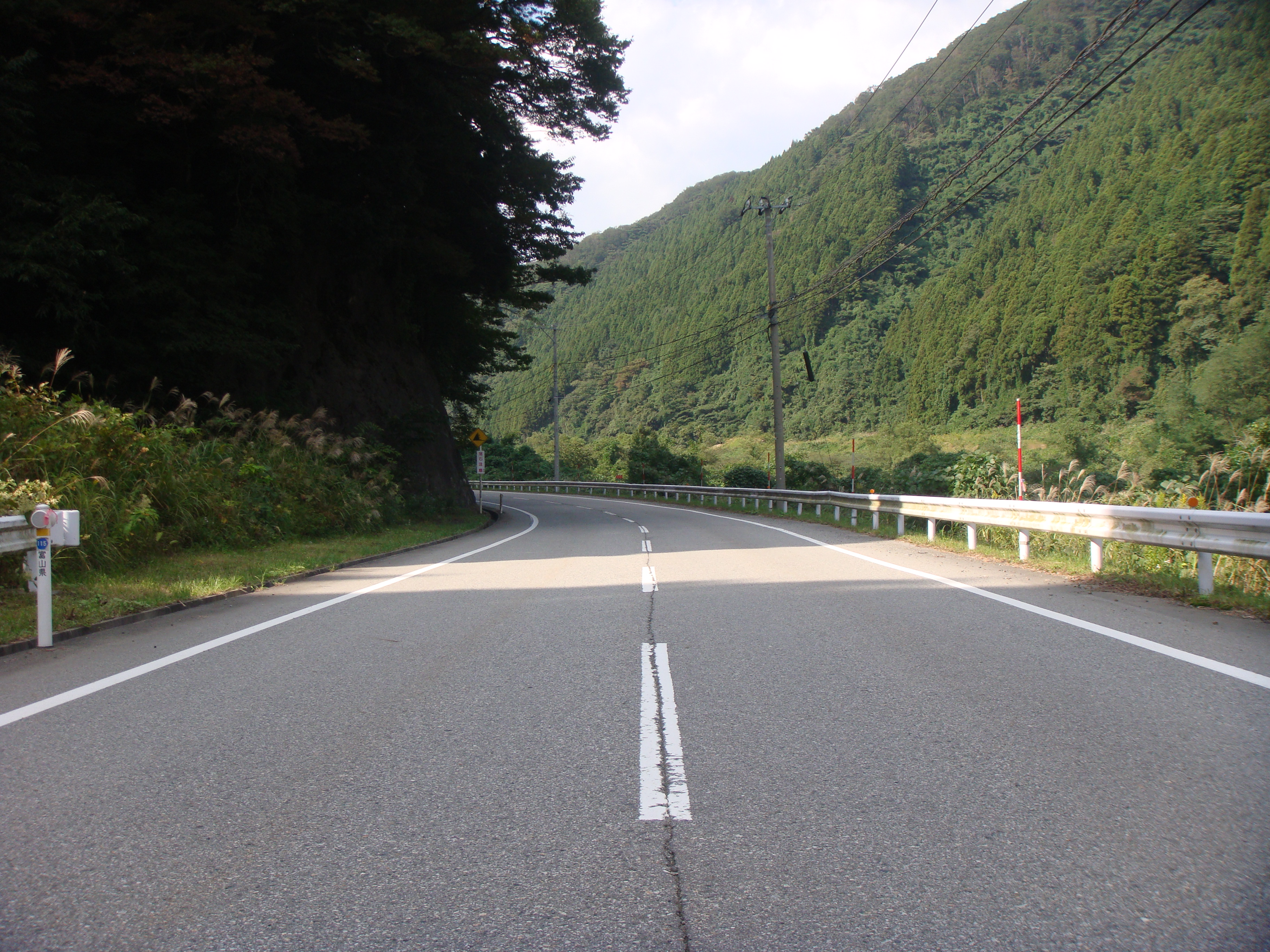
富山県下新川郡朝日町大平にて
2011年（平成23年）10月撮影

新潟県道・富山県道115号上路市振停車場線（にいがたけんどう・とやまけんどう115ごう あげろいちぶりていしゃじょうせん）は、新潟県糸魚川市から富山県を経由して、再び同市に至る一般県道である。

## 概要
- 起点：新潟県糸魚川市大字上路字下道663-2
- 終点：新潟県糸魚川市大字市振字間の口913（＝、えちごトキめき鉄道・あいの風とやま鉄道 市振駅前）

新潟県の最西端に位置する上路地区と市振地区とを結んでおり、新潟・富山両県に跨がる唯一の県道である。両地区は同一の自治体（新潟県糸魚川市）に属するものの直結する車道はなく、新潟・富山両県の県境を成す境川を挟んだ富山県側を経由して結ばれている。このため、当県道で両地区を行き来する際は2ヶ所で県境を跨ぐこととなるが、いずれも境川に架かる橋梁（上路橋および境橋）上で越えることとなる。
一方で富山県側においては、富山県の最東端の集落である大平（だいら）地区と境地区とを結ぶ唯一の車道でもある。また、境橋の西詰（＝富山県側）で国道8号と合流し、終点のある市振駅前まで重複している。
起点の上路地区は「山姥の里」として知られ、山姥伝説と豊かな自然が残る。当県道の起点と接続している林道（林道橋立上路線）は、大平峠を越えて橋立地区、そして日本海に面する青海地区へ至ることができる。
かつては北陸街道（北国街道）の最大の難所であった親不知が通行不能に陥った時の迂回路として用いられた。

## 現況
全区間セメントやアスファルトで舗装されている。このうち、高級舗装が施されているのは、実延長区間全体の約59.4％である。内訳は新潟県側が1.3029km（＝1302.9m）であるのに対し、富山県側は全区間にあたる2.656km（＝2656m）で高級舗装が施されている。
実延長区間内における規格改良率は約77.1％である。内訳は新潟県側：2.7965km＝2796.5m、富山県側：2.342km＝2342mであり、実延長からの割合としては、新潟県側の約69.8％に対して、富山県側は約88.2％である。このうち、5.5m以上の幅員が確保された規格改良済みの車道は実延長区間全体の約63.1％（新潟県側：1.8758km＝1875.8m、富山県側：2.327km＝2327m）である。単独区間内においては、両県側とも歩道は全く設置されていない。
国道8号交点部に県道の方向を標す標識（都道府県道番号（118の2-B））が設置されている他は、沿道に路線番号案内標識は設置されていない。沿道のデリニエーターに当県道番号のラベルが貼付されていたり、境川の支流にあたる上路川に架かる上路川橋の欄干に「一般県道上路市振停車場線」と記した名板などで判別できる。

## 歴史
- 1960年（昭和35年）4月23日：路線認定。1985年時点では、上路市振線という名称であった[1]。

## 通過する自治体
- 新潟県
  - 糸魚川市
- 富山県
  - 下新川郡朝日町
- 新潟県
  - 糸魚川市

## 重複区間
- 国道8号（富山県下新川郡朝日町境・境橋西詰 - 新潟県糸魚川市市振・えちごトキめき鉄道,あいの風とやま鉄道市振駅前：終点）

## 接続路線
- 国道8号（富山県下新川郡朝日町境・境橋西詰）
  - 富山県道374号境宮崎線の起点である交差点と近接している。

## 道の駅
- 越後市振の関（新潟県糸魚川市、国道8号重複区間）

## 別名・通称
- 北陸道（境橋西詰 - 市振駅前）

## 主要橋梁
- 境橋（国道8号と重複）

## 周辺
- 白鳥山
- 山姥洞
- 上路山村振興センター[2]
- 北陸電力 境川第二発電所
- 境一里塚 - 富山県指定史跡。
- 境関所跡 - 同上。
- 玉ノ木地区公民館
- えちごトキめき鉄道・あいの風とやま鉄道 市振駅
- 糸魚川警察署 市振駐在所